# Jubiläumshain (Duisburg)

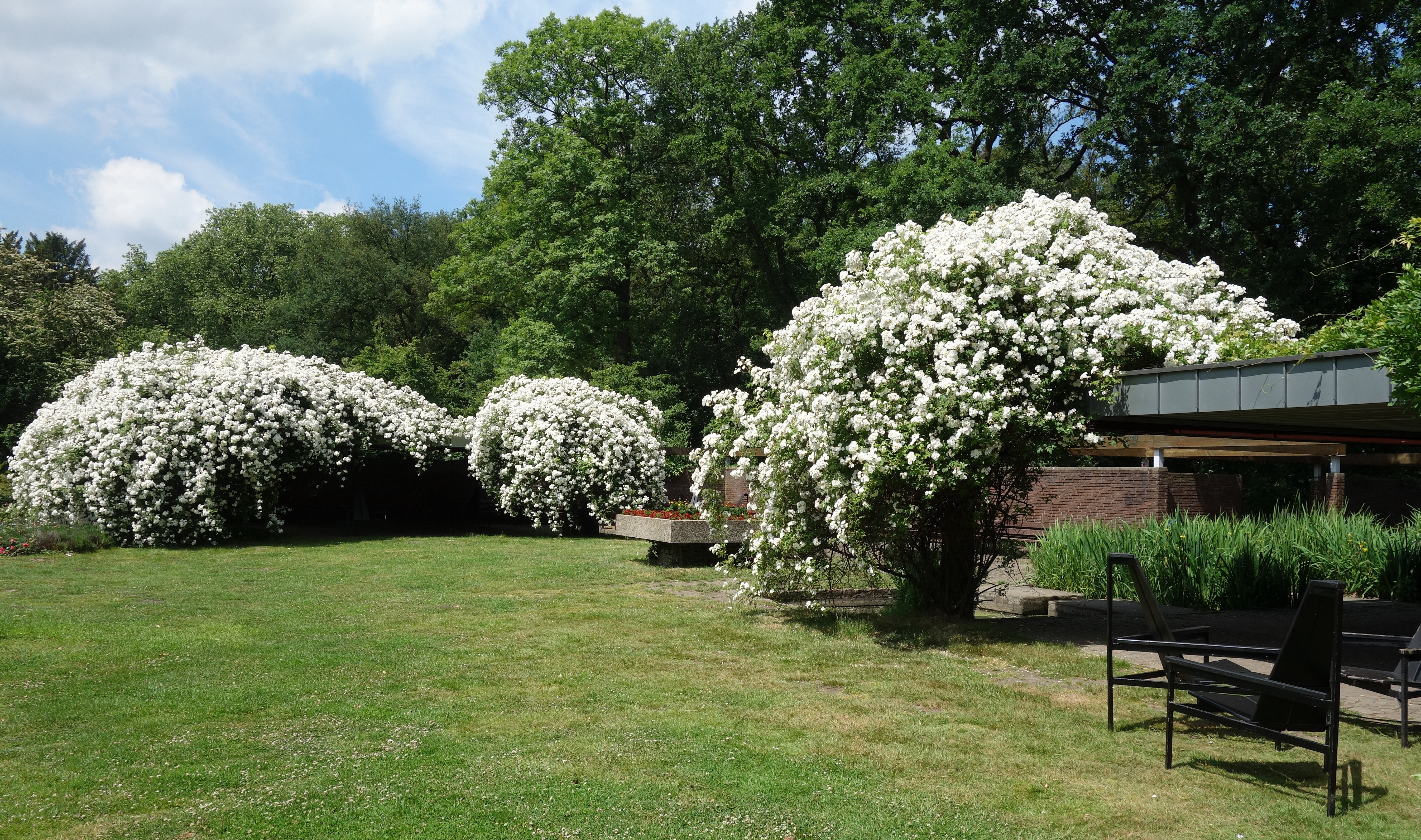
Jubiläumshain

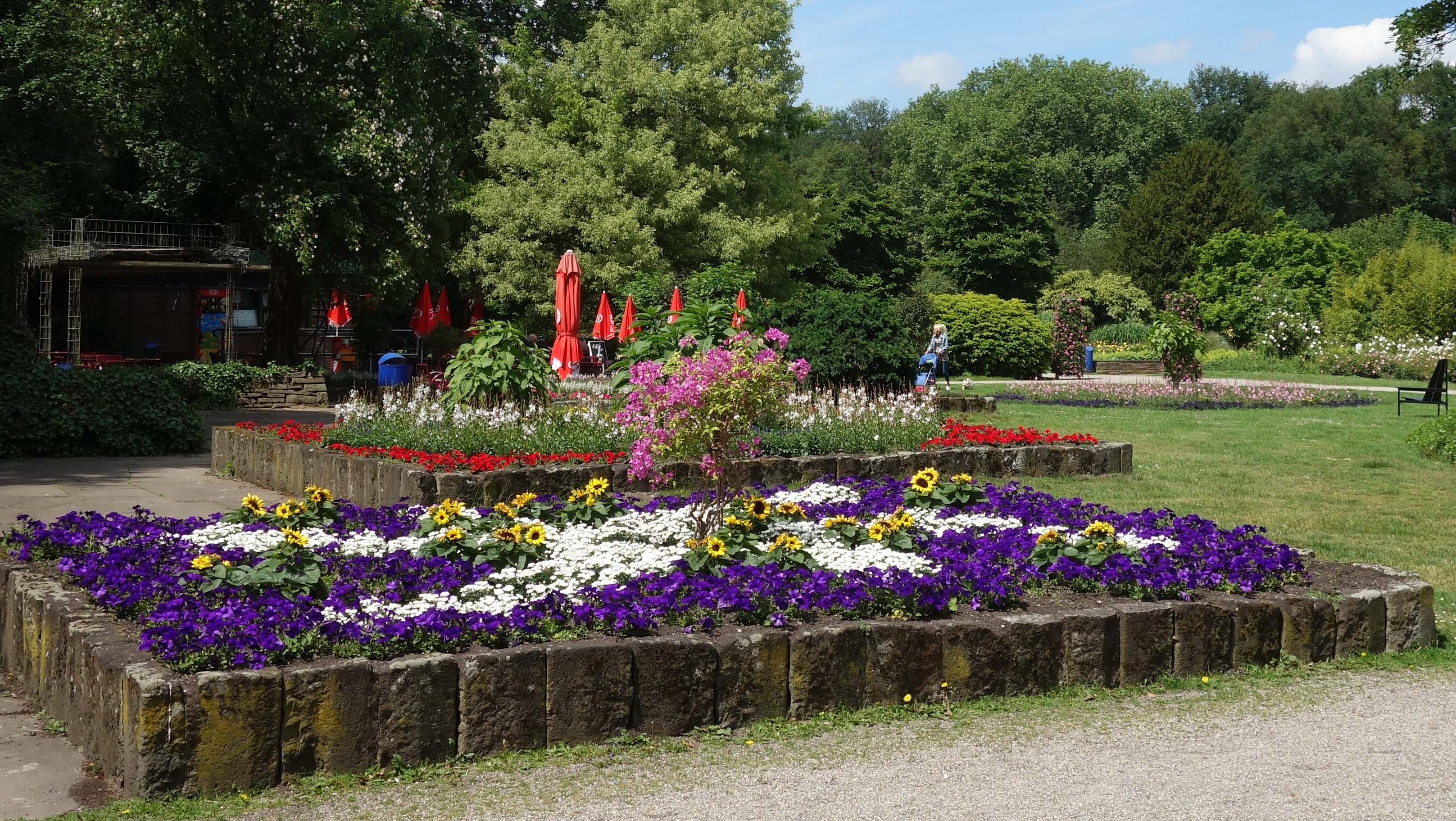
Blumenbeete vor der Erfrischungshalle

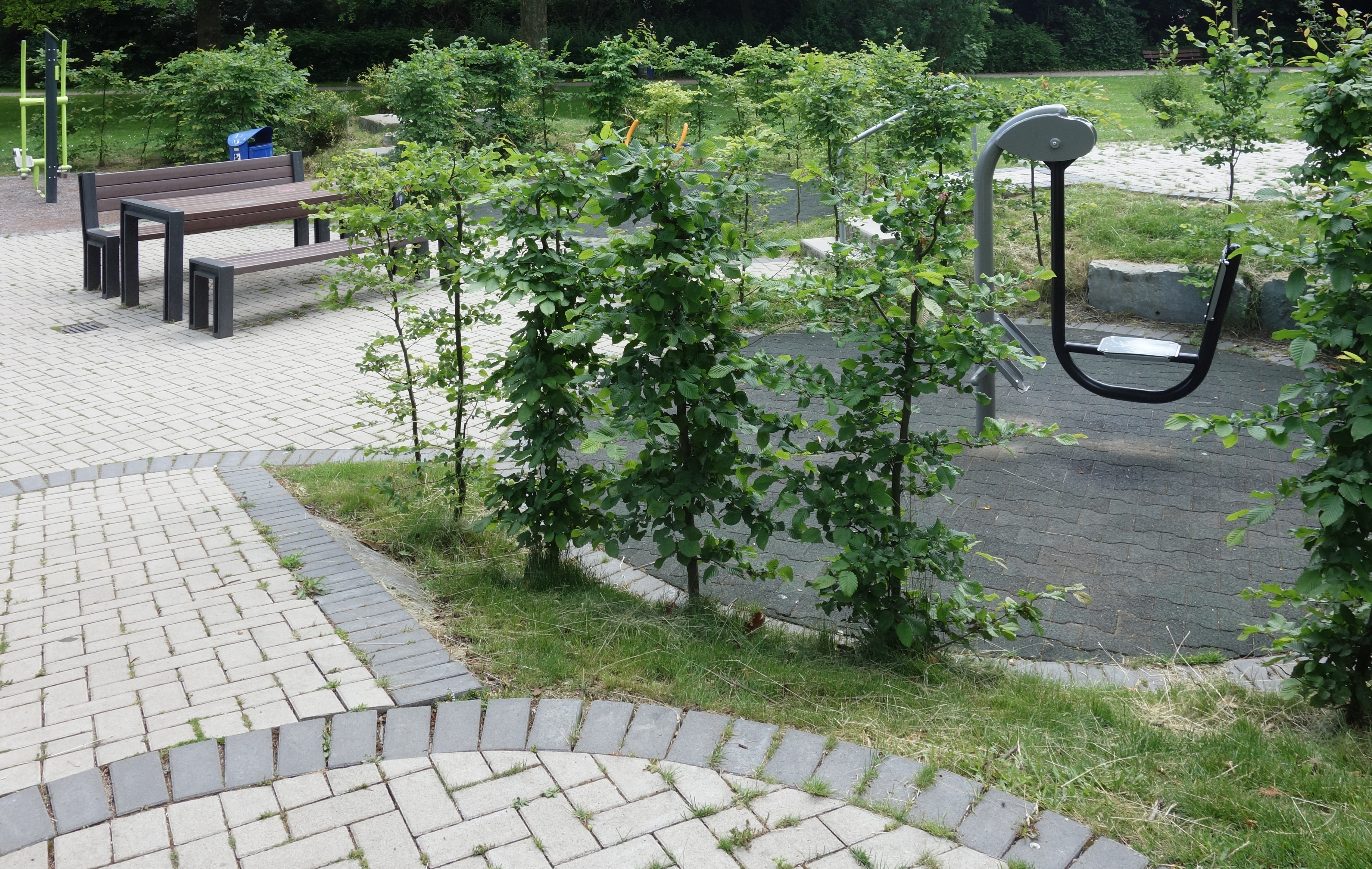
Mehrgenerationenspielplatz

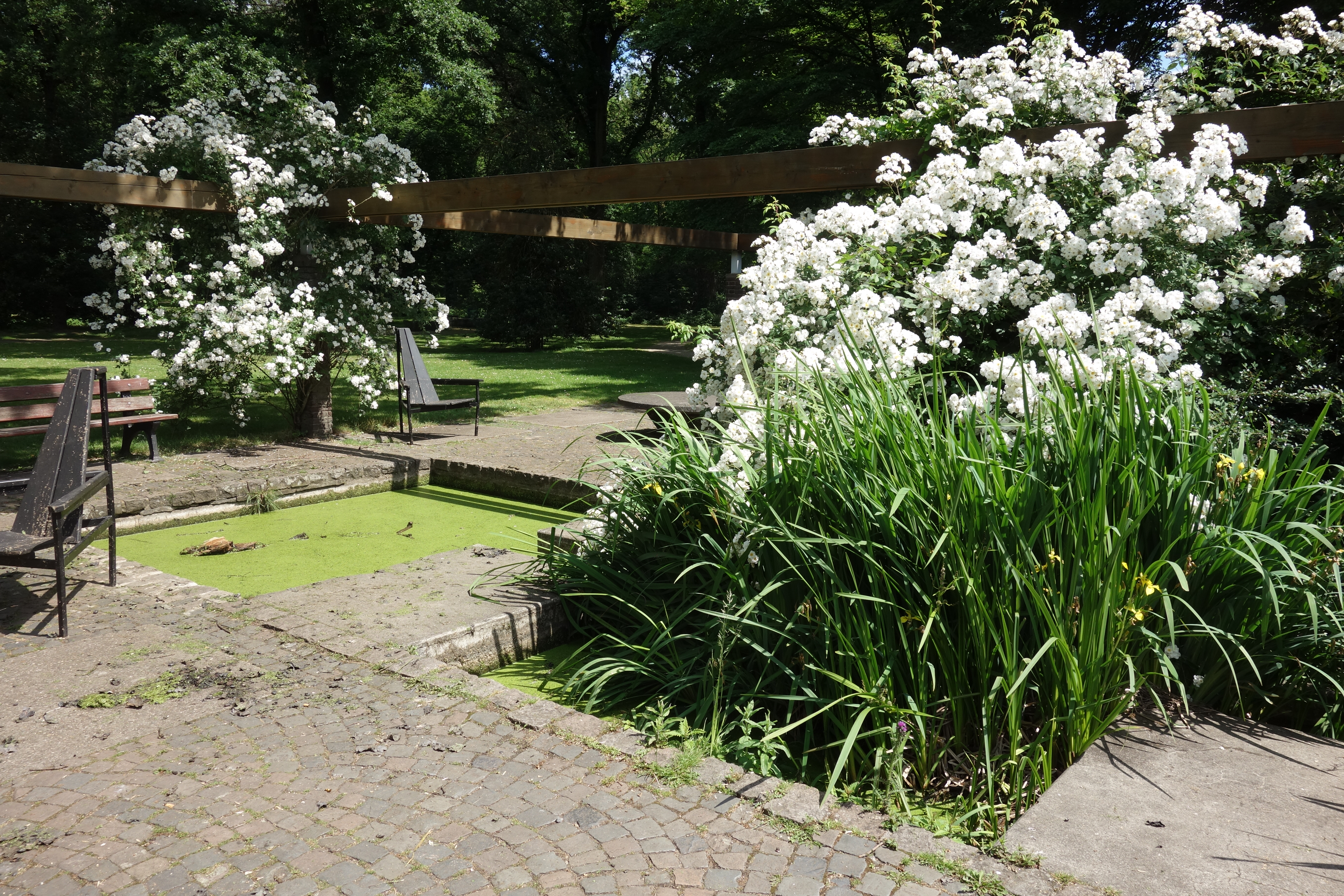
Teichanlagen

Der Jubiläumshain im Duisburger Stadtteil Marxloh ist eine über 100 Jahre alte Parkanlage mit Stauden- und Rosengärten sowie Wasserspielen. Der Park grenzt an den Stadtteil Röttgersbach. Südlich des Jubiläumshains befindet sich das Jubiläumshainviertel mit bürgerlichen Stadthäusern (ab 1905) und genossenschaftlichen Wohnhäusern des Beamten-Wohnungsbau-Vereins (1919–30).

## Geschichte
Die Ausgestaltung des Jubiläumshains als Parkanlage erfolgte nach dem Entwurf des Gartenarchitekten M. Reinhardt zwischen 1908 und 1912 mit einem Spiel-, Fußball- und Faustballplatz, einer Rollschuhbahn, einem Rosengarten, einem Konzertplatz und einer Erfrischungshalle. Kaiser Wilhelm II., der im Jahre 1913 sein Regierungsjubiläum feierte, ist Namensgeber des Parks.

## Freizeitangebot
Der heutige Park ist eine ausgedehnte Freizeitanlage mit einer Vielzahl an Schatten spendenden Bäumen und entspricht im Wesentlichen der damaligen Ausstattung. Die Erfrischungshalle mit Blick auf den Rosen- und Staudengarten sowie drei Spielplätze und ein Streetballplatz sorgen für ein umfassendes Freizeitangebot. Ein Abenteuerspielplatz besteht aus einer Seilbahn, einer Schaukel, einem Kletterturm mit zwei Rutschen, einer Reifen- und Tarzanschaukel, einer langen Brücke und Turnstangen. Auch ein Kleinkinderspielbereich mit Sandkasten, Rutsche und Wippgeräten ist vorhanden.